# Alburnoides kubanicus
Alburnoides kubanicus е вид лъчеперка от семейство Шаранови (Cyprinidae). Видът е незастрашен от изчезване.

## Разпространение
Разпространен е в Русия.